# Bringing Out the Dead
Bringing Out the Dead is een Amerikaanse film uit 1999 van regisseur Martin Scorsese. De hoofdrollen worden vertolkt door Nicolas Cage, Patricia Arquette, Ving Rhames, John Goodman en Tom Sizemore.
Paul Schrader schreef het scenario van de film, dat gebaseerd was op de gedeeltelijk autobiografische roman van gewezen paramedicus Joe Connelly.

## Verhaal
Frank Pierce is een paramedicus die 's nachts met zijn ambulance door de straten van Hell's Kitchen, Manhattan raast. Hij heeft last van slapeloosheid en vreest voor een burn-out. Bovendien krijgt hij regelmatig visioenen van een jong meisje wier leven hij niet kon redden.
Op een dag ontmoet hij Mary. Ook zij helpt andere mensen, maar in tegenstelling tot Frank ziet zij die taak niet als een verplichting, eerder als een soort van verlossing. De relatie tussen Frank en Mary wordt steeds intiemer en blijkt uiteindelijk de remedie te zijn voor Franks visioenen.

## Rolverdeling
| Acteur            | Personage    |
| ----------------- | ------------ |
| Nicolas Cage      | Frank Pierce |
| Patricia Arquette | Mary Burke   |
| John Goodman      | Larry        |
| Ving Rhames       | Marcus       |
| Tom Sizemore      | Tom          |
| Marc Anthony      | Noel         |
| Cliff Curtis      | Cy Curtis    |

## Productie
Paul Schrader baseerde zijn scenario op de gelijknamige roman van gewezen paramedicus John Connelly. Het verhaal speelde zich voornamelijk 's nachts af in de straten van New York, hetgeen bekend terrein was voor regisseur Martin Scorsese, aldus Schrader. Scorsese en Schrader kenden mekaar reeds want het tweetal werkte in het verleden al samen aan Taxi Driver (1976), Raging Bull (1980) en The Last Temptation of Christ (1988).
De hoofdrollen gingen naar Nicolas Cage en zijn toenmalige echtgenote Patricia Arquette. De film bracht in de Verenigde Staten zo'n 16 miljoen dollar op. De film werd omwille van zijn inhoudelijke thema's vaak vergeleken met Taxi Driver, de eerste samenwerking tussen Scorsese en Schrader. Hoewel Scorsese begrijpt vanwaar de vergelijking komt, vindt hij dat de vergelijking tussen beide films niet opgaat.

## Trivia
- De eerste film van Martin Scorsese sinds After Hours (1985) die niet genomineerd werd voor een Oscar.
- Patricia Arquette is de zus van Rosanna Arquette, die meespeelt in Scorseses After Hours.
- Scorseses stem is in de film te horen als de dispatcher in de ambulance.
- De film begint met het nummer "T.B. Sheets" van Van Morrison.
- Bringing Out the Dead was samen met Sleepy Hollow (1999) de laatste film die op Laserdisc werd uitgebracht.